# Hoodie SZN
Hoodie SZN è il secondo album in studio del rapper statunitense A Boogie wit da Hoodie, pubblicato il 21 dicembre 2018 negli Stati Uniti d'America dalla Highbridge e Atlantic Records.

## Tracce
1. Voices in My Head – 2:22
2. Beasty – 2:32
3. I Did It – 3:35
4. Swervin (feat. 6ix9ine) – 3:08
5. Startender (feat. Offset e Tyga) – 3:12
6. Demons & Angels (feat. Juice Wrld) – 3:34
7. Love Drugs and Sex – 2:37
8. Skeezers – 3:18
9. Savage – 2:49
10. Come Closer (feat. Queen Naija) – 2:36
11. Look Back at It – 2:59
12. Just Like Me (feat. Young Thug) – 3:40
13. Bosses and Workers (feat. Don Q e Trap Manny) – 3:27
14. Need a Best Friend (feat. Lil Quee e Quando Rondo) – 3:24
15. The Reaper – 2:56
16. Uptown / Bustdown (feat. Lil Durk e PnB Rock) – 2:57
17. Bille Jean – 2:18
18. 4 Min Convo (Favorite Song) – 4:17
19. Odee – 2:40
20. Pull Up (feat. Nav) – 3:13

Durata totale: 61:34

## Classifiche

### Classifiche settimanali
| Classifica (2018-19) | Posizione massima |
| -------------------- | ----------------- |
| Australia            | 23                |
| Belgio (Fiandre)     | 99                |
| Canada               | 1                 |
| Danimarca            | 6                 |
| Finlandia            | 24                |
| Francia              | 121               |
| Irlanda              | 80                |
| Norvegia             | 25                |
| Nuova Zelanda        | 31                |
| Paesi Bassi          | 24                |
| Regno Unito          | 23                |
| Stati Uniti          | 1                 |
| Svezia               | 58                |

### Classifiche di fine anno
| Classifica (2019) | Posizione |
| ----------------- | --------- |
| Australia         | 79        |
| Canada            | 7         |
| Danimarca         | 35        |
| Regno Unito       | 86        |
| Stati Uniti       | 10        |

### Classifica di fine decennio
| Classifica (2010-2019) | Posizioni |
| ---------------------- | --------- |
| Stati Uniti            | 69        |